# مغامرات دي لوك وشاربي
مغامرات دي لوك وشاربي مسلسل رسوم متحركة فرنسي أنتج عام 1999 . ويتكون من 104 حلقة وتمت دبلجة المسلسل للغة العربية .

## روابط خارجية
- مغامرات دي لوك وشاربي على موقع IMDb (الإنجليزية)
- مغامرات دي لوك وشاربي على موقع ألو سيني (الفرنسية)
- مغامرات دي لوك وشاربي على ألو سيني
- Fiche sur Planète Jeunesse